# Pays d'Olmes

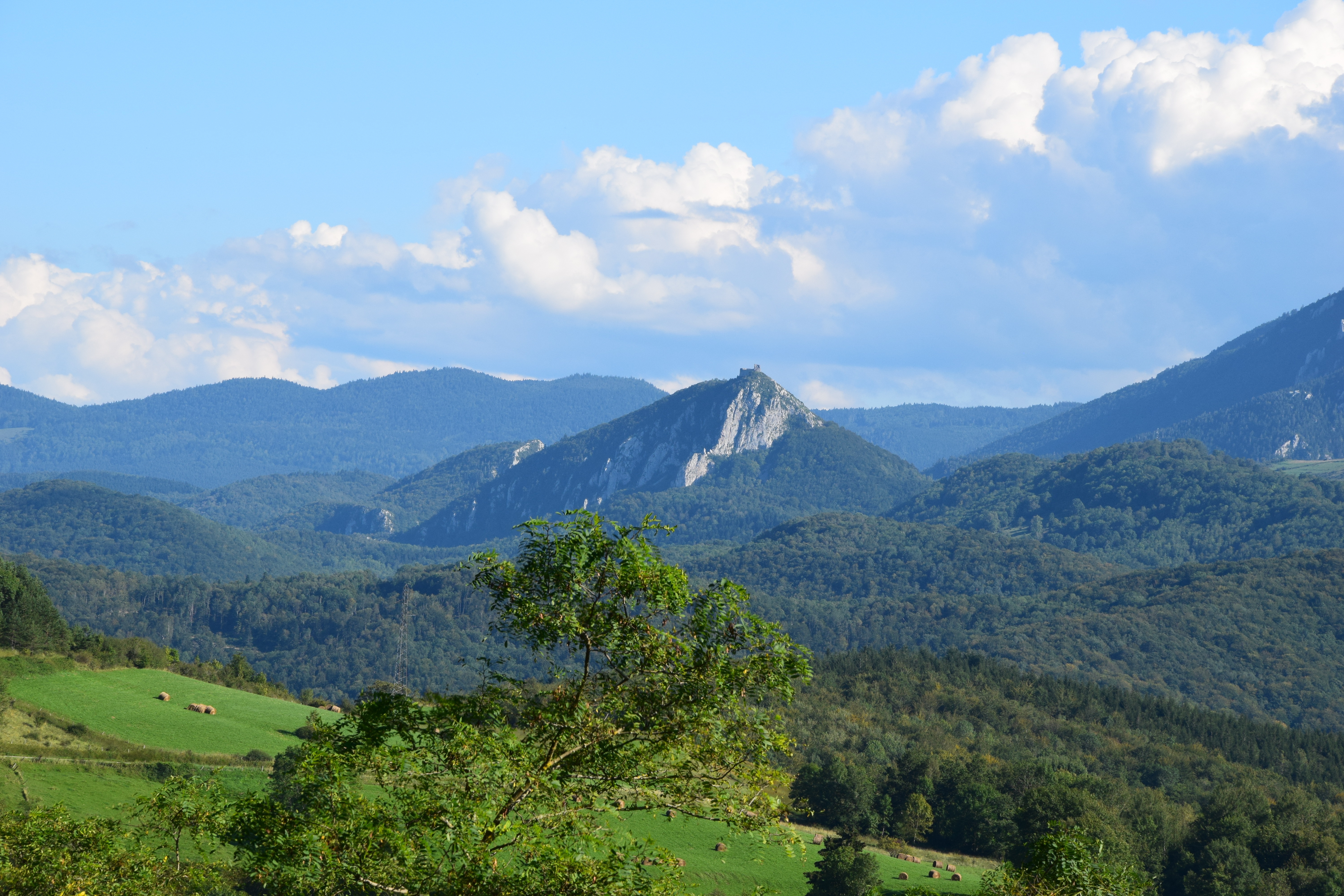
Kasteel van Montsegur in het Pays d'Olmes

Het Pays d'Olmes (Occitaans: País d'Òlmes) is een kleine streek in het oosten van het Franse departement Ariège, rondom de plaats Lavelanet. De streek is gelegen aan de voet van de Pyreneeën, tussen de bergketen Massif de Tabe en de heuvels van de Massif du Plantaurel, wordt doorsneden door de riviertjes de Hers, de Touyre en de Douctouyre, en heeft een oppervlakte van zo'n 300 km2. 
Aan het eind van de middeleeuwen was het Pays d'Olmes onderdeel van het gebied waar de kruistochten tegen het katharisme tegen gericht waren. In 1232 was het Kasteel van Montségur tot centrum van het katharisme verklaard door de kathaarse bisschop van Toulouse, en tijdens de Derde Albigenzische Kruistocht werd het door de katholieke troepen ingenomen, waarna tussen de 200 en de 225 personen op de brandstapel eindigden, nadat zij weigerden het katholieke geloof terug aan te nemen.  
Het gebied heeft een rijk industrieel verleden, in het bijzonder door de textielindustrie in het dal van de Touyre. Verder werden er kammen gemaakt van hoorns in het dal van de Gers, en werd er Git gewonnen, evenals talk dat er tegenwoordig nog steeds op wordt gedolven.
Op de noordkant van het Massif de Tabe ligt het skioord Monts d'Olmes.